# Francisco Morazán
José Francisco Morazán Quezada (Tegucigalpa, 3 d'octubre de 1792 – San José de Costa Rica, 15 de setembre de 1842) va ser un militar i polític hondureny que va governar a la República Federal de Centre Amèrica durant el turbulent període de 1830 a 1839.

## Biografia
Va saltar a la fama després de la seva victòria a la Batalla de la Trinitat l'11 de novembre de 1827. Des de llavors, i fins a la seva derrota a Guatemala el 1840, Morazán va dominar l'escena política i militar d'Amèrica Central.
En l'àmbit polític, Francisco Morazán va ser reconegut pels membres del seu partit com un gran pensador i visionari. D'acord amb escriptors liberals com Federico Hernández de León, Lorenzo Montúfar i Ramón Rosa, Morazán va intentar transformar Centreamèrica en una nació gran i progressista. D'altra banda, escriptors conservadors com Manuel Coronado Aguilar l'acusen d'intentar imposar-se per la força per motius personals. Finalment, escriptors socialistes com a Severo Martínez Peláez suggereixen que els liberals dirigits per Morazán eren els criolls hisendats que havien estat explotats pels criolls guatemalencs i el clergat regular durant la colònia i, amb Morazán al capdavant, pretenien prendre el poder de la regió. La gestió de Morazán com a mandatari de la República Federal va promulgar les reformes liberals dirigides a llevar el poder als principals membres del partit conservador: els criolls que residien a la Nova Guatemala de l'Asunción i els ordes regulars de l'Església Catòlica. Les reformes van incloure l'educació, la llibertat de premsa i de religió entre d'altres. A més, va limitar el poder del clergat secular de l'Església Catòlica amb l'abolició del delme de part del govern i la separació de poders d'estat i església.
Amb aquestes reformes Morazán es va guanyar enemics poderosos, i el seu període de govern va estar marcat per amargues lluites internes entre liberals i conservadors. No obstant això, a través de la seva capacitat militar, Morazán es va mantenir ferm en el poder fins al 1837, quan la República Federal es va fracturar irrevocablement. Aquest fet va ser explotat pels ordes regulars de l'Església i els líders conservadors guatemalencs que es van unir sota el lideratge del general Rafael Carrera i, amb la finalitat de no permetre que els criolls liberals els arrabassessin els seus privilegis, van acabar per dividir Centreamèrica en cinc estats.

## Llegat
Alta es la noche y Morazán vigila.

Invasores llenaron tu morada.
Y te partieron como fruta muerta,
y otros sellaron sobre tus espaldas
los dientes de una estirpe sanguinaria,
y otros te saquearon en los puertos
cargando sangre sobre tus dolores.  
Francisco Morazán es va convertir en un màrtir i un símbol de la República de Centreamèrica. Ell va donar la seva vida, encara que sense èxit, tractant de preservar la unió. És evident, també, que la seva mort va contribuir, en certa manera, perquè cadascuna d'aquestes nacions siguin avui països independents.
La seva imatge es pot trobar en bitllets, logotips, segells postals, institucions, ciutats, departaments, escoles i parcs que preserven el seu llegat. El Salvador va ser un dels primers països en rendir homenatge a Morazán. El 15 de març de 1882, el president Rafael Zaldívar inaugurà un monument en la seva memòria, situat a la plaça Francisco Morazán i, el 14 de març de 1887, l'Assemblea Nacional de la República d'El Salvador va substituir el nom del Departament de Gotera per Departament de Morazán, «per a perpetuar el nom del gran líder de la Unió Centreamericana». També el president Doroteo Vasconcelos va nomenar en el seu honor el llogaret San (sic) Francisco Morazán. A Hondures, es va canviar el nom del departament de Tegucigalpa a Francisco Morazán l'any 1943. A Guatemala, la ciutat de Tocoy Tzimá es va convertir en Morazán el 15 de novembre de 1887. A Nicaragua es va fundar Puerto Morazán el 1945.
En l'àmbit polític la idea de la integració es conserva en la ment de molts centreamericans. Per exemple, el Parlament Centreamericà (Parlacen) és una institució política consagrada a la integració dels països de Centreamèrica que representa una versió moderna de la històrica República Federal de Centreamèrica, encara que sense comptar amb Costa Rica, inclou Panamà i la República Dominicana. En el passat diversos intents infructuosos s'han fet per restablir la Unió (1851, 1886 i 1921).
El llegat de Morazán està també present en les arts. La primera obra de registre a El Salvador es titula La tragedia de Morazán, escrita per Francisco Díaz (1812-1845), que és una dramatització de la vida del president d'Amèrica Central. Així mateix, a Hondures es va escenificar l'obra teatral de Luis Andrés Zúñiga Portillo anomenada Los conspiradores (1916), la qual va ser un drama històric que honra les virtuts de Francisco Morazán. En el seu llibre Canto general, Pablo Neruda també ret homenatge al «cabdill liberal» amb un poema a Amèrica Central. Estàtues i busts de Francisco Morazán es poden trobar a Xile, Panamà, El Salvador, Estats Units, Espanya, Hondures, Costa Rica i Nicaragua.

## Reconeixements

### Retrats de Francisco Morazán

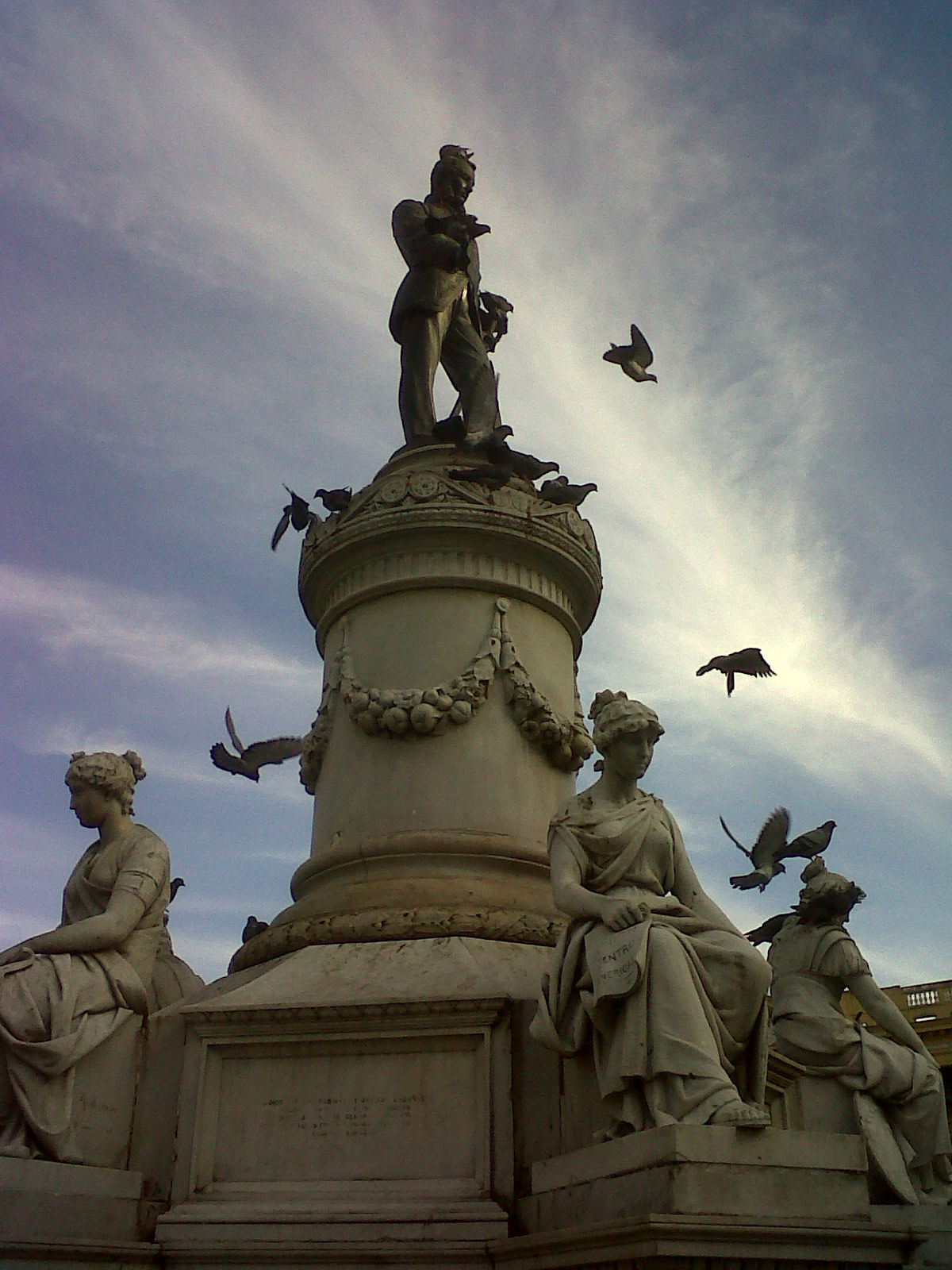
Plaza Francisco Morazán a San Salvador (El Salvador).
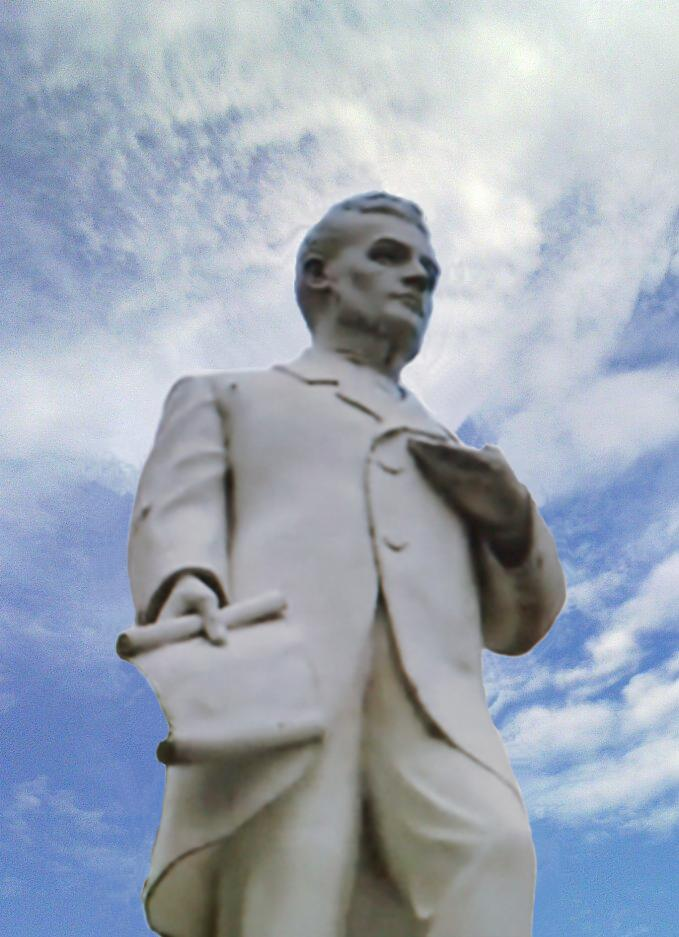
Estàtua a San Pedro Sula (Hondures).
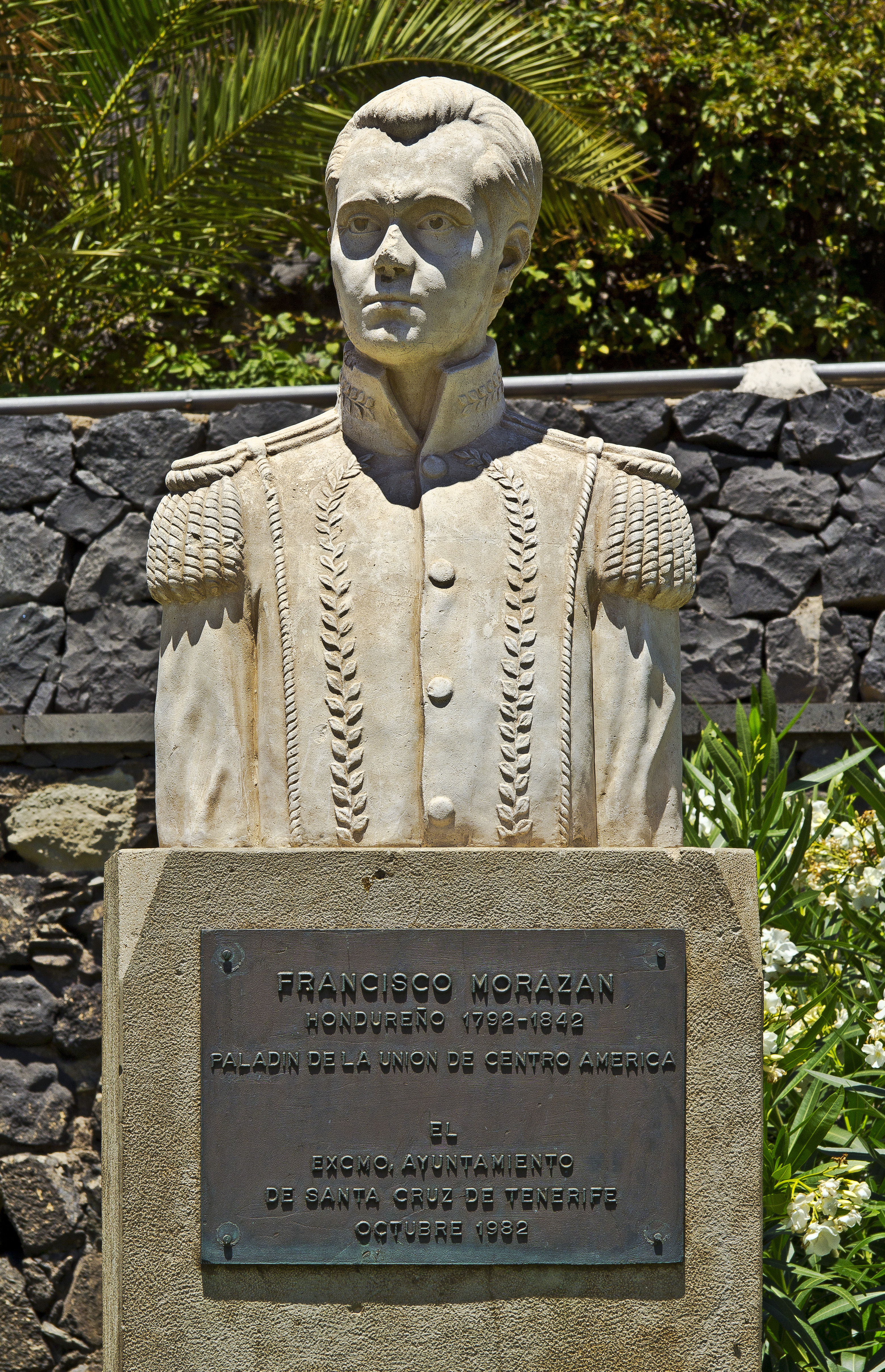
Bust a Santa Cruz de Tenerife (Illes Canàries).
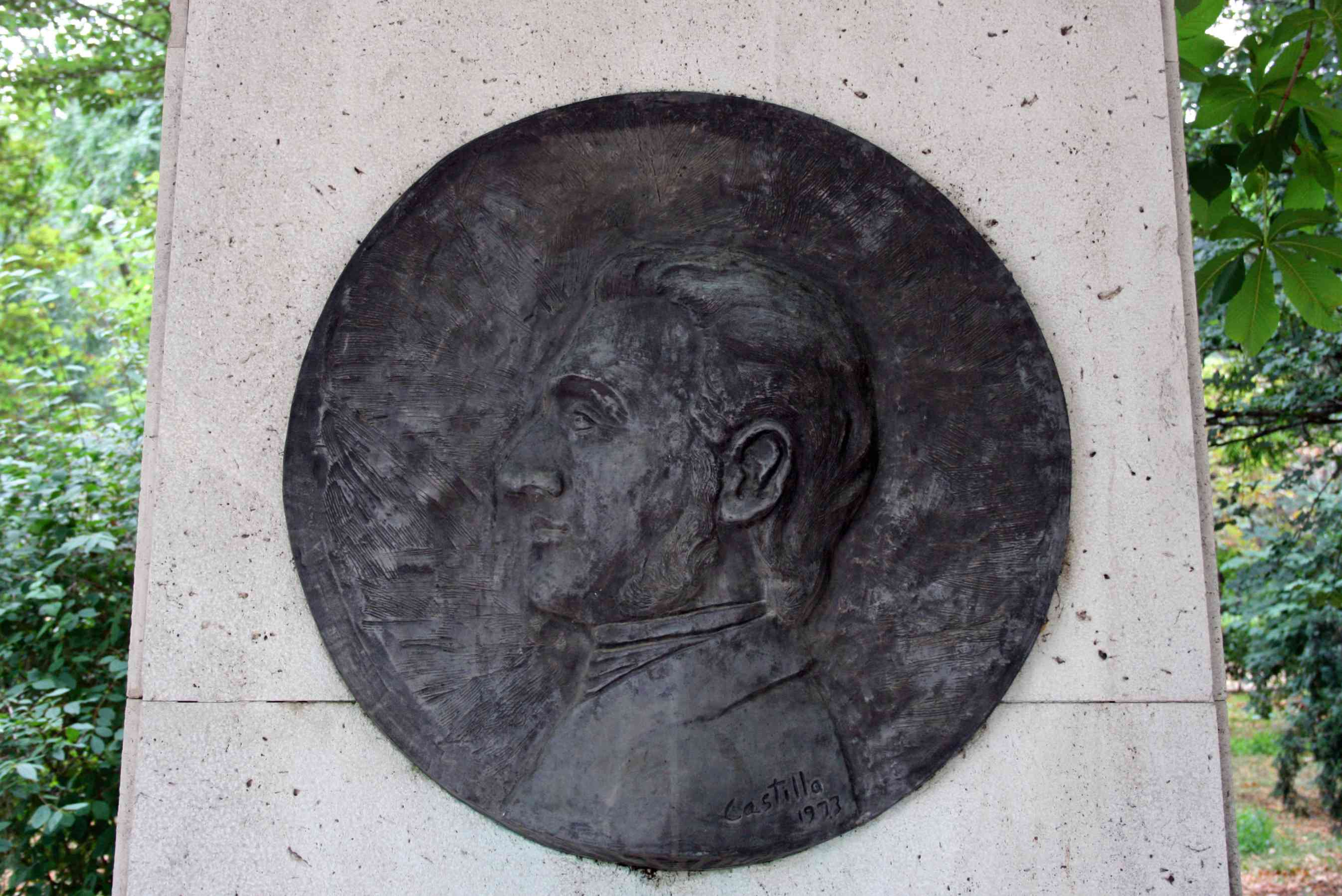
Monument al Parc del Retiro de Madrid.
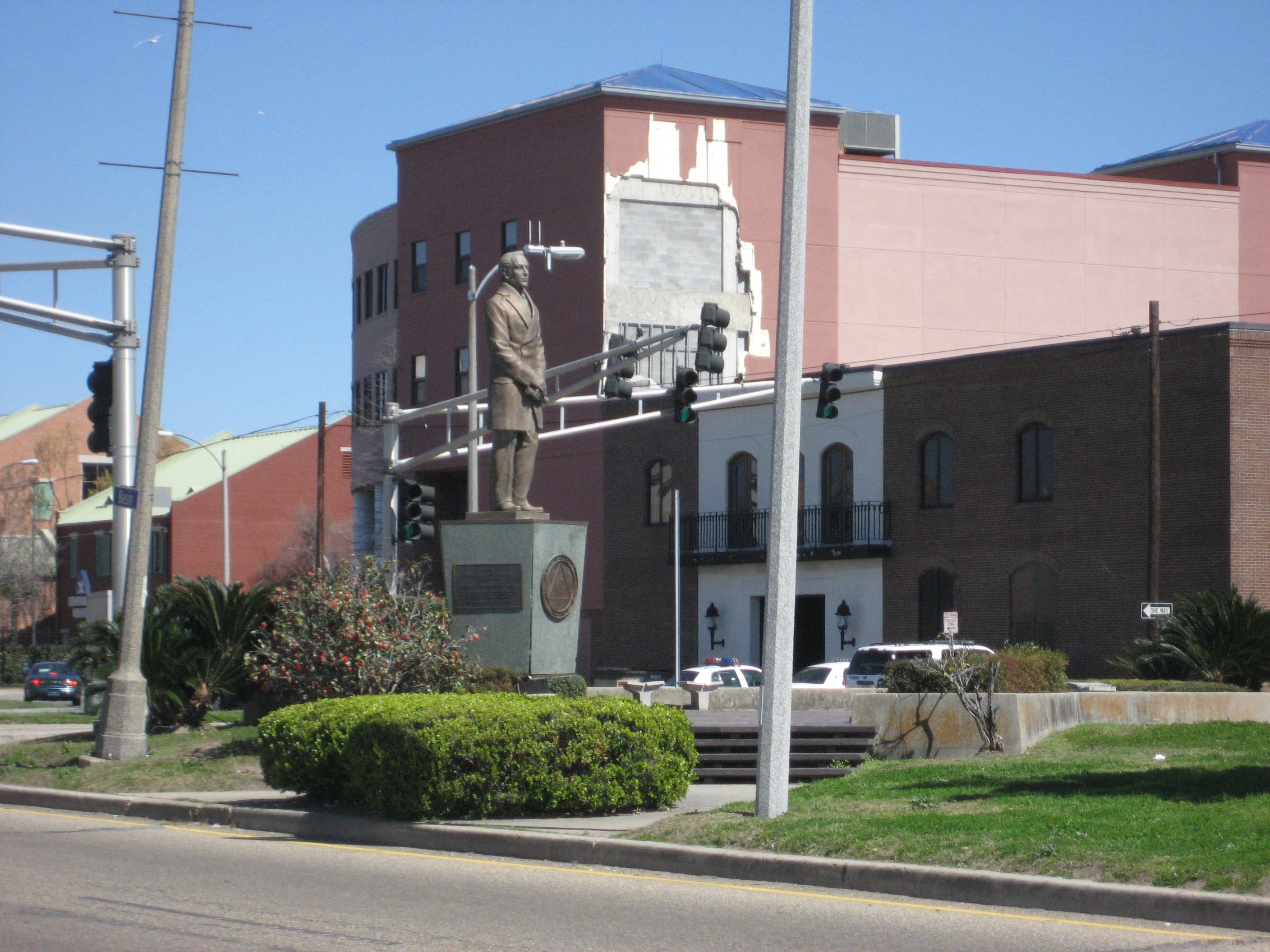
Estàtua a Nova Orleans (Estats Units).
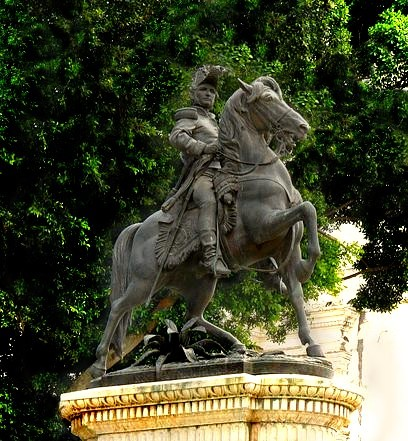
Estàtua eqüestre al Parc Central de Tegucigalpa (Hondures).

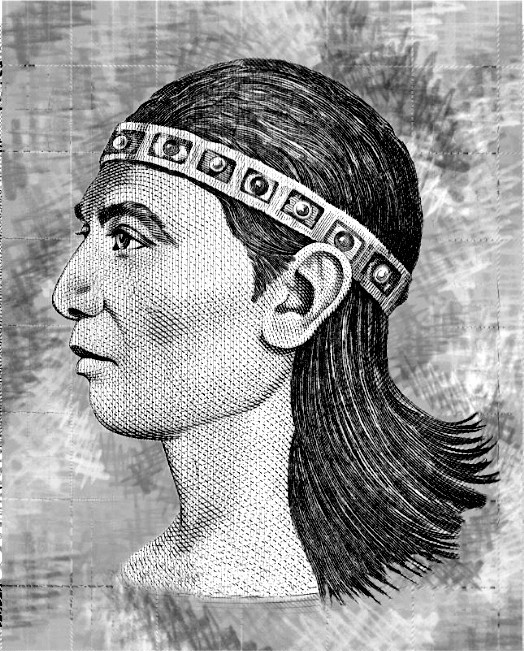
Lempira
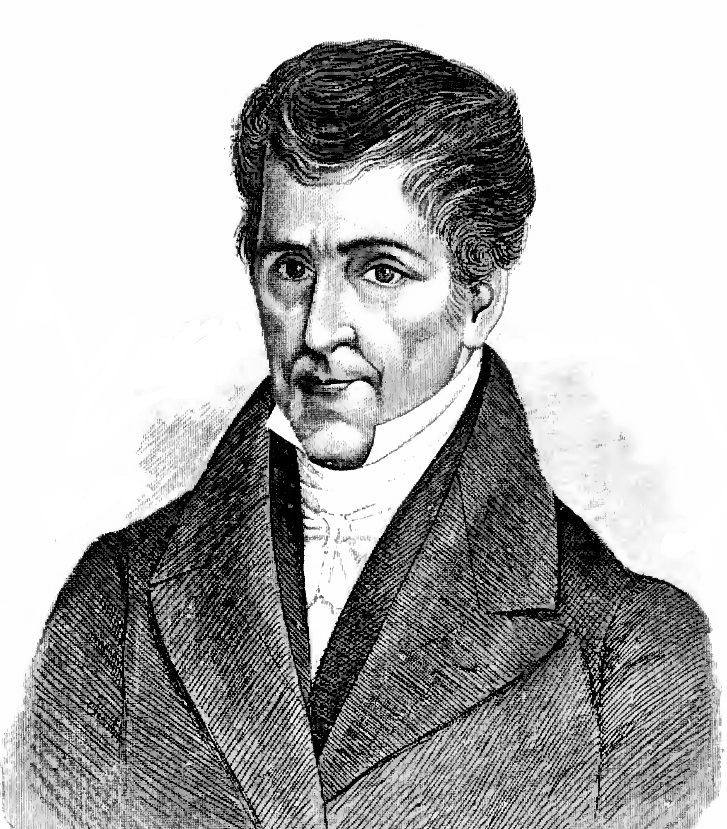
José Cecilio de la Vall
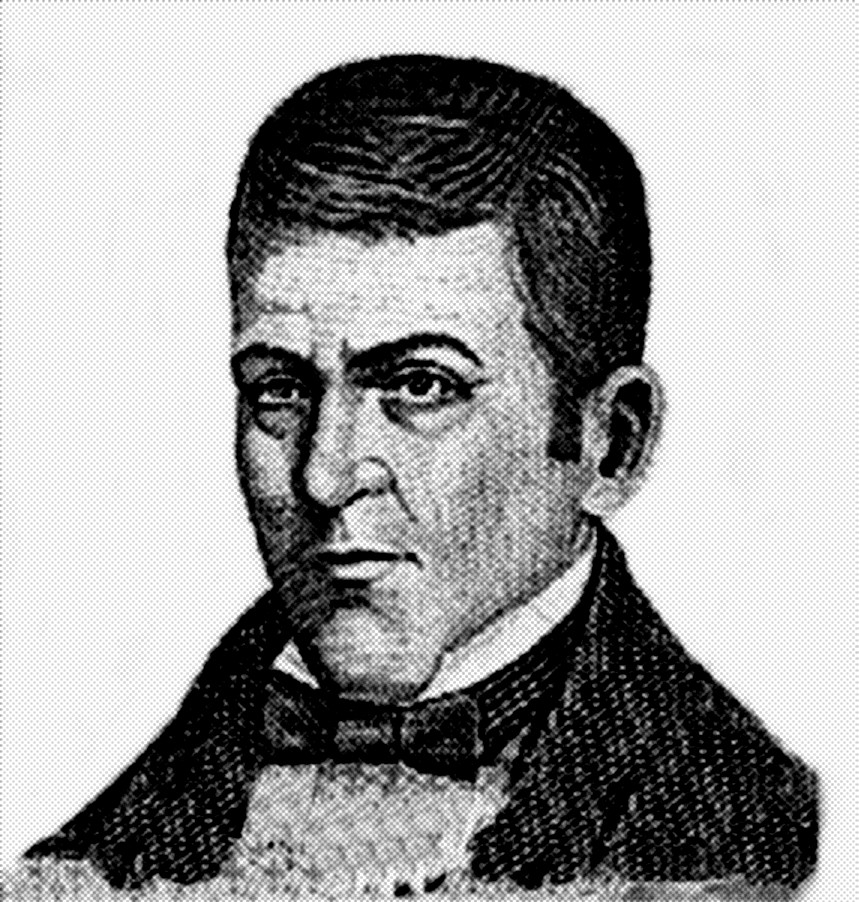
Dionisio d'Herrera
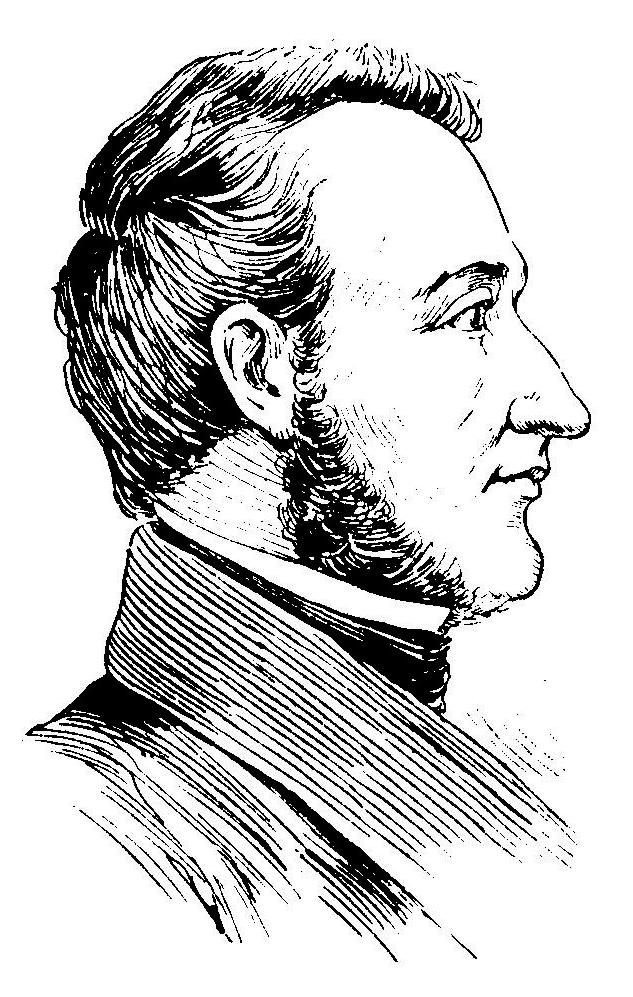
Francisco Morazán
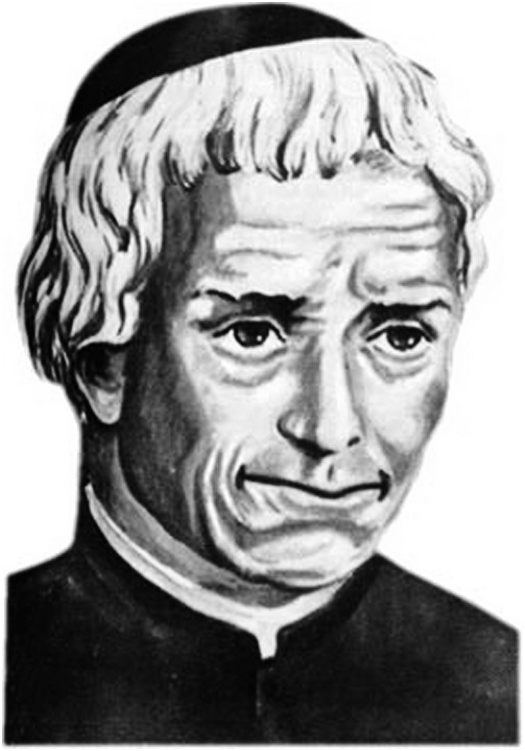
José Trinidad Reyes
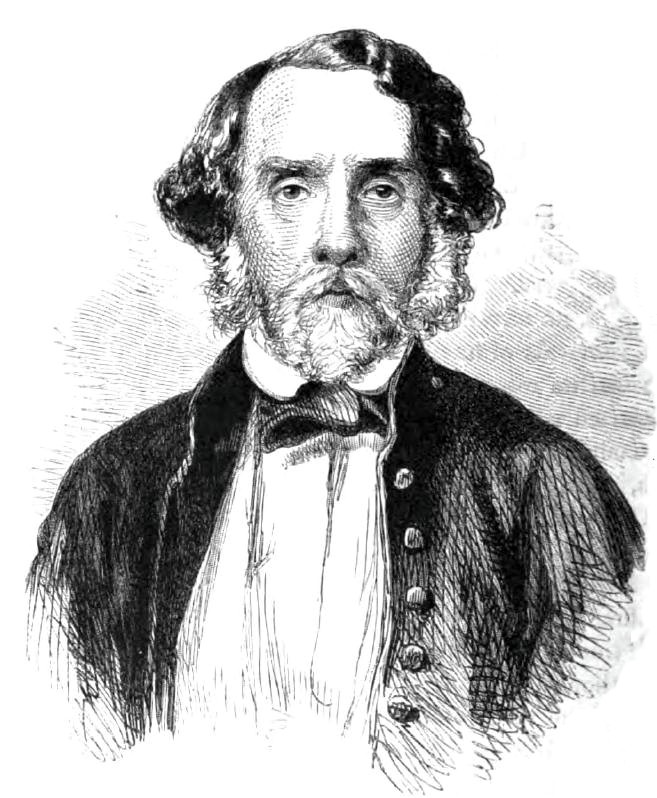
José Trinidad Cabanyes

### Biografies
- Becerra, Longino: Morazán revolucionario. Tegucigalpa: Editorial Baktun, 1992.
- Bardales, Rafael: Pensamiento político del general Francisco Morazán. Tegucigalpa: Editorial Universitaria, 1985.
- Díaz Chávez, Filánder: Pobre Morazán pobre. Tegucigalpa: Guaymuras, 1988.
- Fernández Guardia, Ricardo: Morazán en Costa Rica. San José (Costa Rica): Lehmann, 1942.
- Ficklen, John Rose: Central America and Mexico.
- Jiménez Solís, J. Jorge: Francisco Morazán: su vida y su obra. México: Programa Textos Escolares Nacionales, 1958.
- Montes, Arturo Humberto (1958). Libro Mex, ed. Morazán y la Federación Centroamericana.
- Martínez López, E. (1931). Biografía del general Francisco Morazán.
- Santana, Adalberto: El diario de Francisco Morazán. México: PUDEL/UNAM (Programa de Difusión de Estudios Latinoamericanos).
- Santana, Adalberto: El pensamiento de Morazán. México: UNAM, 1992.
- Escoto, Julio (1992). El General Morazán marcha a batallar desde la muerte (novela biográfica). San Pedro Sula, Honduras: Centro Editorial.

### Història relacionada
- Guerra Vilaboy, Sergio; Santana, Adalberto (1992). «Dos Poceres de Nuesta América». En UNAM. Benito Juárez en América Latina. México: Grupo Loera Chavez. pp. 27-41. ISBN 970-32-42-46-4.
- Rodríguez Lapuente, Manuel. Historia de Iberoamérica. España: Ramón Sopena (1974). ISBN 84-303-0185-2.
- Rouquié, Alain (1994). Guerras y Paz en América Central. Fondo de Cultura Económica. ISBN 968-16-4309-7.